# コルチゾン
コルチゾン (cortisone) は、ステロイドホルモンの一種である。副腎皮質ステロイドに分類される。化学式 C21H28O5 で表され、IUPAC名は17,21-ジヒドロキシプレグナ-4-エン-3,11,20-トリオンである。コルチコステロンと深く関連する。
コルチゾンとアドレナリンは人体がストレスに対して反応する際に放出される主なホルモンである。これらは血圧を上昇させ、体を闘争または逃避反応 (fight or flight response) に備えさせる。
活性体であるホルモン・コルチゾールの前駆体であり、コルチゾン自体はコルゾールより生物学的な活性は低い。11-β-ステロイド脱水素酵素と呼ばれる酵素の働きによって、11位のケトン基がヒドロキシル化されることで活性化する。このため、コルチゾールはヒドロコルチゾンと呼ばれることもある。
様々な病気の治療に用いられることがあり、その際には点滴静脈注射を行うか、または皮膚から投与される。
コルチゾンはその効果のひとつとして免疫系を抑制するが、これは治療などで投与された場合に起こる有害な副作用となりえる。この作用は高いストレスがかかると病気になりやすいという現象を説明するものである。
類似のステロイドであるコルチゾールよりも重要性は低い。糖質コルチコイドがもたらす作用のうち95%はコルチゾールによるものであり、コルチゾンの寄与は4%–5%に過ぎない。コルチコステロンはさらに重要性が低い。
コルチゾンを最初に発見したのはアメリカの化学者エドワード・カルビン・ケンダルである。彼は副腎皮質ホルモンの発見および構造・機能の解明による功績で、フィリップ・ショウォルター・ヘンチ、タデウシュ・ライヒスタインと共に1950年にノーベル生理学・医学賞を受賞した。